# Tropistes falcatus

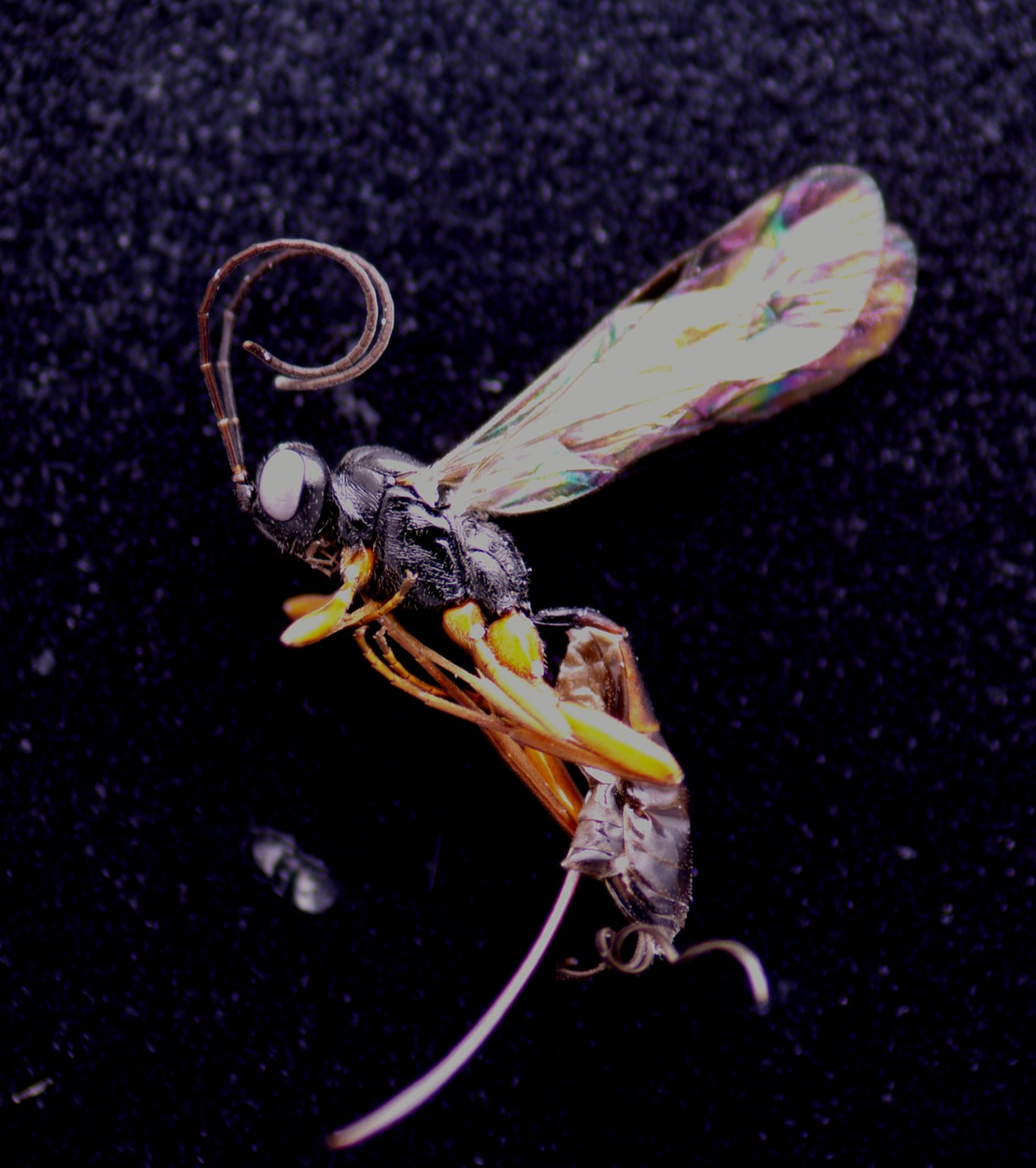
Tropistes falcatus ♀

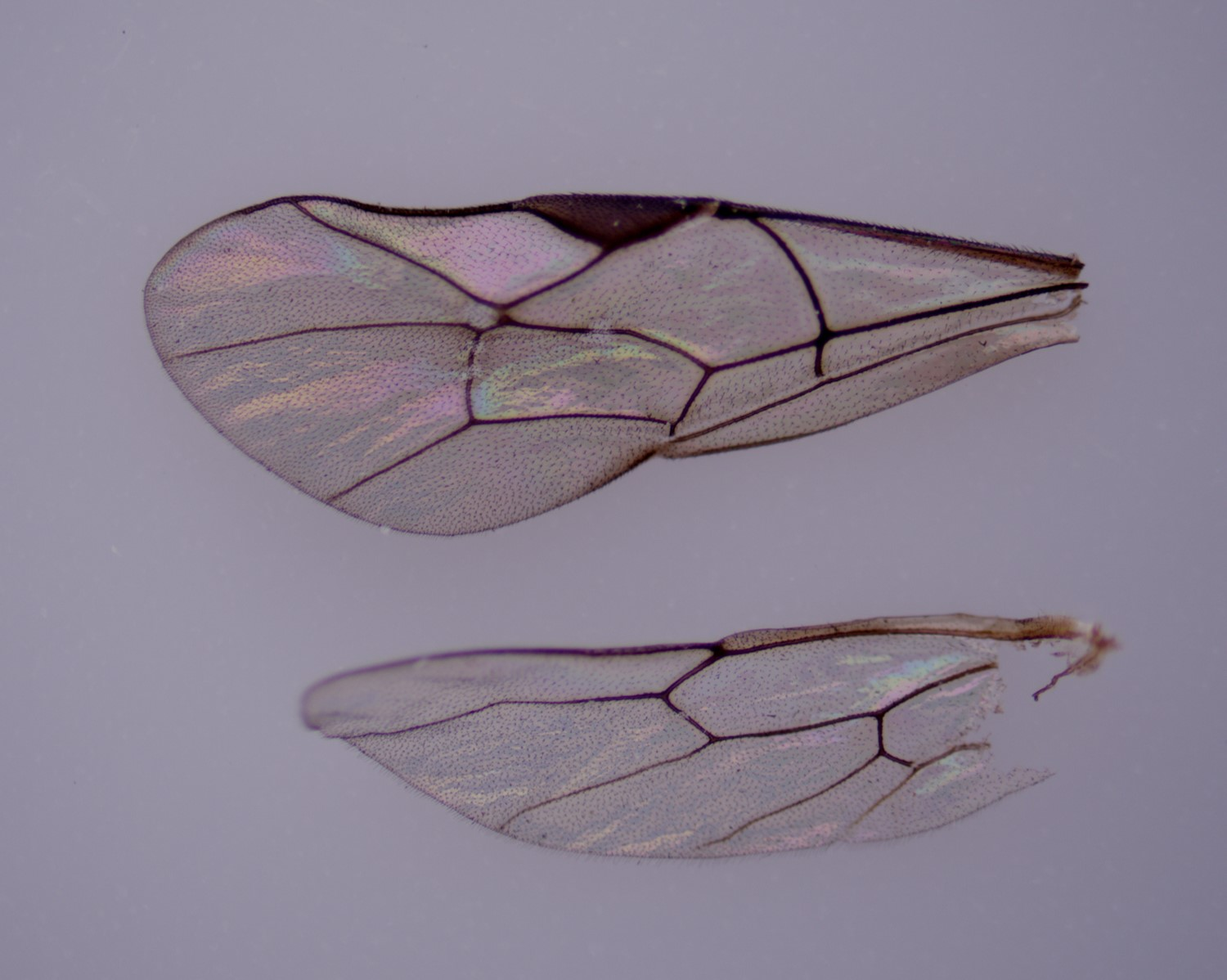
Flügel von Tropistes falcatus ♀

Tropistes falcatus ist eine Schlupfwespe aus der Unterfamilie Phygadeuontinae. Der aus dem Lateinischen stammende Artname falcatus bedeutet „gebogen“, „hakenförmig“, „sichelförmig“ und bezieht sich offenbar auf die Form des Legebohrers.

## Taxonomie
Die Art wurde von dem schwedischen Entomologen Carl Gustaf Thomson 1884 als Hemiteles falcatus erstbeschrieben. Tropistes compressiventris (Strobl, 1902) und Tropistes rufipes Kriechbaumer, 1894 wurden mit Tropistes falcatus synonymisiert.

## Merkmale
Die Schlupfwespen sind 6–9 mm lang. Sie besitzen einen überwiegend schwarzen Körper. Der Hinterrand des Petiolus und das erste Gastersegment sind teilweise rötlich gefärbt. Die Basis des dritten metasomalen Tergits ist rot. Die Tegulae sind braun. Die Beine einschließlich der Coxae sind rotgelb. Für die Weibchen gilt: Das Gesicht ist kurz. Die Fühler weisen etwa 25 Geißelglieder auf. Der Clypeus ist breit und flach mit dem Unterrand nur seitlich eingedrückt und medial stumpf. Der malare Bereich ist kurz. Die genale Carina (Kiel) trifft die orale Carina weit hinter der mandibularen Basis. Das Mesosoma ist seitlich deutlich zusammengedrückt. Der Subtegularkamm ist eher flach. Die Vorderflügel weisen ein offenes Areolet (kleine Flügelzelle) auf. Die zweite interkubitale Ader fehlt oder ist nur schwach ausgebildet. Der erste Interkubitus ist kurz. Der Kubitus zwischen der zweiten rekurrenten Ader und dem zweiten Interkubitus ist deutlich länger als der Kubitus zwischen der zweiten rekurrenten Ader und dem zweiten Interkubitus. Die Ader 3rs-m ist unvollständig. Das Propodeum weist eine hintere transversale Carina auf, die kräftiger ist als andere Carinae. Das erste Gastersegment ist ziemlich flach und gerade, ohne oder nur mit sehr kurzen undeutlichen dorsalen Carinae. Gemäß dem Bestimmungsschlüssel von Schwarz & Shaw (2011) für die Weibchen der westpaläarktischen Tropistes-Arten gilt: Die hinteren Femora sind 3,7–3,9 Mal so lang wie breit. Die Area superomedia ist mit einem kräftigen Längskiel, deutlich ausgeprägter als die Carina, welche die Area superomedia apikal begrenzt. Der kräftige Legebohrer ist deutlich nach unten gebogen. Von der Seite betrachtet ist die Spitze des Legebohrers stark zum hinteren Ende hin verjüngt. Das dritte Fühlerglied ist schlank, 4,5–5,7 Mal länger als breit.

## Verbreitung
Tropistes falcatus ist in der westlichen Paläarktis verbreitet. Nachweise gibt es aus Fennoskandinavien, aus Mitteleuropa (Deutschland, Österreich, Belgien, Niederlande, Frankreich), aus England, aus der Slowakei, aus dem ehemaligen Jugoslawien, aus Kleinasien und aus dem Kaukasus (Aserbaidschan).

## Lebensweise
Tropistes falcatus ist ein solitärer Parasitoid von Kamelhalsfliegen-Puppen. Als Wirtsart ist die in Europa recht häufige Art Phaeostigma notata bekannt. Die Schlupfwespen beobachtet man von März bis Oktober. Sie werden gewöhnlich an Baumstämmen, beispielsweise Kiefern, beobachtet, wo sie die Rinde nach ihren Wirten absuchen. Bei Studien wurden die Schlupfwespen häufiger in Kronenfallen als in bodennahen Fallen gefangen.